# Bagler
Bagler (altnordisch „bagall“) war eine kirchenpolitische Partei im mittelalterlichen Norwegen. Der Name ist ein aus dem Keltischen übernommenes Wort, dessen Ursprung das lateinische Wort Báculo oder baculus = Krummstab, Bischofsstab ist. Er wurde von den Gegnern aufgebracht. Die wichtigste Quelle über die Ereignisse sind die Böglunga sögur, ein Teil der Königs-Sagas. Die Partei stand für eine Rückkehr zur klerikalen Vorherrschaft in der Politik. Sie fand ihren bedeutendsten Ausdruck in den Bestrebungen Erzbischof Øysteins, bei der Krönung von König Magnus Erlingsson 1163 in Norwegen diesen sein Königreich als Lehen „Olavs des Heiligen“ auffassen zu lassen und ihn damit in ein Abhängigkeitsverhältnis zur Kirche zu bringen. Die Kirche sollte danach über dem König stehen.
Die Partei wurde im Sommer 1196 in „Halöre marknad“ im damals dänischen Schonen von Bischof Nikolas Arnason von Oslo in Zusammenarbeit mit dem aus Byzanz heimgekehrten Waräger-Häuptling „Reidar Sendemand“ gegründet. Ihr Ziel war es, den von der großen Mehrheit der Geistlichen erbittert bekämpften König Sverre vom usurpierten Thron zu verjagen und statt seiner den angeblichen Sohn König Magnus Erlingssons Inge Magnusson, einen jungen Dänen, einzusetzen. Diese Bewegung fand viel Zulauf, insbesondere aus den mächtigen Geschlechtern der Lehnsmänner aus dem Süden und Westen und allen, die in den vorherigen Aufstandsversuchen besiegt worden waren. Sie wurde die gefährlichsten Gegner der Birkebeiner unter König Sverre.
Mitten in dieser Auseinandersetzung starb König Sverre 1202. Unter seinem Nachfolger Håkon Sverreson (1202–1204) legte sich zunächst der Bürgerkrieg. Der Gegenkönig Inge wurde 1203 von seinen eigenen Parteigängern ermordet, und es schien, als ob die Bagler in Auflösung begriffen seien. Als aber König Håkon am Neujahrstag 1204 starb, flackerte der Bürgerkrieg wieder auf, diesmal unter Erling Steinvegg, der sich ebenfalls für einen Sohn König Magnus Erlingssons ausgab. Aber in Wirklichkeit beherrschte Bischof Nikolas Arnesson (1150–1225) die Baglerpartei. Sie bekam die Unterstützung des dänischen Königs Waldemar II., der mit einer großen Flotte nach Tønsberg kam. Erling Steinvegg musste Philipp Simonsson, den Neffen des Bischofs, zum Jarl erheben. Die Bagler herrschten nun über Viken, und sie unternahmen Heerzüge bis nach Nidaros.

## Sverre Saga
Die Sage besagt, dass Bagler im Jahre 1197 die Sverresborg eroberten und einen toten Mann in den Brunnen warfen. Bestätigung erhielt diese Überlieferung durch einen Skelettfund des Jahres 1938, der im Brunnen der Burgruine verblieb und erst 2014 geborgen und untersucht wurde.
Nach dem Tode von Erling Steinvegg im Jahre 1207 wurde Philipp Simonsson sein Nachfolger. Zwischen ihm und dem Birkebeiner-König Inge Bårdsson (1204–1217) kam es im Sommer 1208 in Kvitsøy zu einem Vergleich. Philipp sollte die Tochter König Sverres Kristina Sverresdatter heiraten und mit ihr große Teile von Opland und einen Teil von Viken erhalten, aber nicht den Königstitel führen. Die Streitigkeiten zwischen den Baglern und König Inge schliefen langsam ein, und als König Inge kurz nach König Philipp im Jahre 1217 starb, huldigten die Bagler dem Nachfolger Håkon Håkonsson. Damit war die Baglerpartei ohne Funktion.